# Гербелевичи (Дятловский район)
Гербе́левичи (бел. Гярбелевічы) — деревня в Козловщинском сельсовете Дятловского района Гродненской области Белоруссии. До 2007 года деревня являлась центром упразднённого Гербелевичского сельсовета. По переписи населения 2009 года в Гербелевичах проживало 73 человека. Площадь населённого пункта составляет 50,26 га, протяжённость границ — 5,80 км.

## География
Гербелевичи расположены в 19 км к юго-западу от Дятлово, 165 км от Гродно, 32 км от железнодорожной станции Слоним, в 3 км от шоссе М11 E 85 Граница Литовской Республики — Лида — Слоним — Бытень.

## История
В 1921—1939 годах Гербелевичи находились в составе межвоенной Польской Республики. В 1923 году деревня относилась к сельской гмине Козловщина Слонимского повята Новогрудского воеводства. В сентябре 1939 года Гербелевичи вошли в состав БССР.
В 1970 году Гербелевичи являлись центром Гербелевичского сельсовета. В деревне имелось 116 дворов, проживало 335 человек.
13 июля 2007 года Гербелевичи были переданы из упразднённого Гербелевичского сельсовета в Козловщинский поселковый совет.
26 декабря 2013 года деревня вместе с другими населёнными пунктами, ранее входившими в состав Козловщинского поссовета, была включена в новообразованный Козловщинский сельсовет.